# Méginhard de Wurtzbourg
Méginhard est évêque de Wurtzbourg de 1018 à 1034.

## Biographie
Méginhard fait son apparition sans avoir un rôle politique ni impérial ni régional. À la suite de la création de l'évêché de Bamberg, il maintient beaucoup de modifications et de confirmations de droits afin d'assurer une égalité entre les évêchés. Il est occupé par les différends entre l'archevêque Aribon de Mayence et le pape Benoît VIII à propos du mariage d'Otton Ier de Hammerstein avec Ermengarde de Verdun (de). Il participe au synode de Francfort en 1027 (de).

## Source, notes et références
- (de) Cet article est partiellement ou en totalité issu de l’article de Wikipédia en allemand intitulé « Meginhard I. (Bischof) » (voir la liste des auteurs).